# 泰州市
泰州市（たいしゅうし）は中華人民共和国江蘇省に位置する地級市。

## 歴史
前117年（元狩6年）、前漢により海陵県が設置された。411年（義熙7年）、東晋により海陵郡が設置された。583年（開皇3年）、隋により海陵郡は廃止されて、呉州に編入された。
937年（昇元元年）、南唐により海陵県に泰州が置かれたが、元代の一時期に泰州は泰州路と改められた。明代以降は泰州とされたが、1912年に州制が廃止となり泰県が設置され、1949年に県級市の泰州市が設置された。
1996年8月、揚州市から分離したことに伴い、県級市より地級市に昇格し現在に至る。

## 地理
江蘇省の中部、長江の北岸に位置する。塩城市、南通市、蘇州市、無錫市、常州市、鎮江市、揚州市と接する。

## 行政区画
3市轄区・3県級市を管轄下に置く。
- 市轄区：
  - 海陵区・高港区・姜堰区
- 県級市：
  - 泰興市・靖江市・興化市

| 泰州市の地図                              |
| ----------------------------------------- |
| 海陵区 高港区 姜堰区 興化市 靖江市 泰興市 |

### 年表
この節の出典

#### 蘇北行署区泰州専区(1949年-1950年)
- 1949年10月1日 - 中華人民共和国蘇北行署区泰州専区が成立。泰州市・泰県・泰興県・靖江県・東台県・台北県・海安県・如皋県が発足。(1市7県)
- 1950年1月11日 (1市3県)
  - 如皋県・海安県が南通専区に編入。
  - 東台県・台北県が塩城専区に編入。
  - 揚州専区溱潼県の一部が泰県に編入。
- 1950年2月6日 - 泰州専区が揚州専区と合併し、新制の泰州専区の発足により消滅。

#### 蘇北行署区泰州専区(1950年-1952年)
- 1950年2月6日 - 揚州専区(1市6県)・泰州専区(1市3県)が合併し、新制の泰州専区が発足。(2市9県)
- 1950年5月12日 (10県)
  - 泰州市・泰県が合併し、泰県が発足。
  - 揚州市が県制施行し、揚州県となる。
- 1950年6月6日 - 泰県の一部が分立し、泰州市が発足。(1市10県)
- 1950年8月8日 - 揚州県が市制施行し、地級市の揚州市に昇格。(1市9県)
- 1952年11月15日 - 江蘇省の成立により、江蘇省泰州専区となる。

#### 江蘇省泰州専区
- 1952年11月15日 - 江蘇省の成立により、蘇北行署区泰州専区が江蘇省泰州専区となる。(1市10県)
  - 安徽省滁県専区江浦県を編入。
- 1953年2月6日 - 泰州専区が揚州専区に改称。

#### 泰州市
- 1996年7月19日 - 揚州市泰州市が地級市の泰州市に昇格。海陵区が成立。(1区4市)
  - 揚州市泰興市・姜堰市・靖江市・興化市を編入。
- 1997年8月20日 - 海陵区の一部が分立し、高港区が発足。(2区4市)
- 2009年1月8日 (2区4市)
  - 姜堰市の一部が海陵区に編入。
  - 泰興市の一部が高港区に編入。
- 2009年4月30日 - 姜堰市の一部が海陵区に編入。(2区4市)
- 2009年11月24日 - 姜堰市の一部が高港区に編入。(2区4市)
- 2012年12月17日 - 姜堰市が区制施行し、姜堰区となる。(3区3市)
- 2019年10月8日 - 姜堰区の一部が海陵区に編入。(3区3市)
- 2019年11月21日 - 揚州市江都区の一部が海陵区に編入。(3区3市)

## 交通
鉄道
- 寧啓線（中国語版） - 泰州駅（中国語版）を発着する路線。従来の客車列車の他、2016年よりCRHの電車列車が運行されており、南京へは1時間30分[3]、南通へは1時間[4]、上海へは滬蘇通線（中国語版）経由で2時間から2時間30分程[5]である。

道路
- 京滬高速道路、滬陝高速道路、塩靖高速道路、啓揚高速道路、泰鎮高速道路、阜興泰高速道路
- 江陰長江大橋、泰州長江大橋

## 出身人物
- 張懐瓘（唐代 書道評論家）
- 胡瑗 （宋代 教育家）
- 施耐庵（元末明初 文学家、《水滸伝》の著者）
- 王艮 （明代 哲学家）
- 鄭板橋（清代 書道家、画家）
- 梅蘭芳（近代 京劇表演芸術家）
- 胡錦濤（元中国共産党総書記、中国国家主席）

## 姉妹都市
- ニューポートニューズ、アメリカ合衆国
- ウィリアムズポート、アメリカ合衆国
- Latrobe City、オーストラリア
- 陰城郡、大韓民国
- スヴィシュトフ、ブルガリア
- コトカ、フィンランド
- Lower Hutt、ニュージーランド
- バリー、カナダ

## 友好交流都市
- 湯沢市、秋田県、日本国